# Арангел
Арангел (мкд. Арангел) је насеље у Северној Македонији, у западном делу државе. Арангел припада општини Кичево.

## Географија
Насеље Арангел је смештено у западном делу Северне Македоније. Од најближег већег града, Кичева, насеље је удаљено 15 km североисточно.
Рељеф: Арангел се налази у горњем делу историјске области Кичевија. Село је положено у источном делу Кичевског поља, у долини реке Темнице, а источно се издиже планина Человица. Надморска висина насеља је приближно 710 метара.
Клима у насељу је планинска због знатне надморске висине.

## Становништво
По попису становништва из 2002. године, Арангел је имао 709 становника.
Претежно становништво у насељу су Албанци (99%).
Већинска вероисповест у насељу је ислам.